# Anabela Caiovo Gunga
Anabela Caiovo Gunga là một chính trị gia người Angola cho MPLA và là thành viên của Quốc hội Angola.